# Carapa zemagoana
Carapa zemagoana är en tvåhjärtbladig växtart som beskrevs av Kenfack. Carapa zemagoana ingår i släktet Carapa och familjen Meliaceae. Inga underarter finns listade i Catalogue of Life.